# Cinta Manis Baru
Cinta Manis Baru is een bestuurslaag in het regentschap Banyuasin van de provincie Zuid-Sumatra, Indonesië. Cinta Manis Baru telt 2567 inwoners (volkstelling 2010).